# مقاطعة شويلير (إلينوي)
مقاطعة شويلير (بالإنجليزية: Schuyler County)‏ هي إحدى المقاطعات في ولاية إلينوي في الولايات المتحدة الأمريكية.

## معرض صور

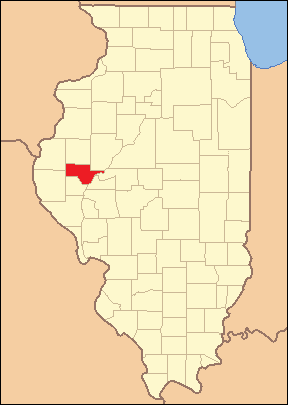
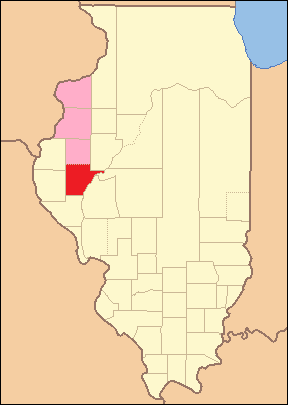
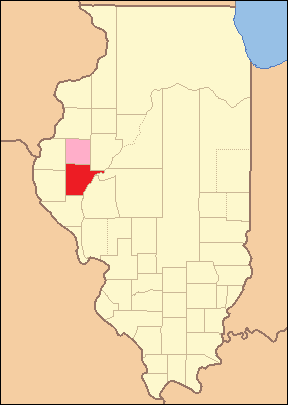
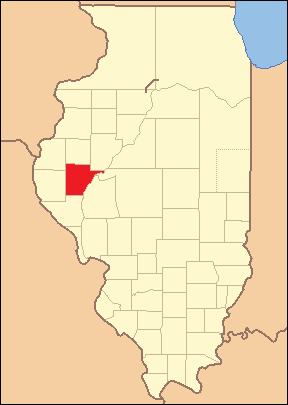